# 李安民 (北魏)
李安民（?—?），北魏赵郡人，李曾之孙、李孝伯之子，高平公李顺的堂侄。
李安民袭父爵为寿光侯，官至司徒司马（司徒府的属官司马）。李安民与卢渊、张彝等结为亲友，往来朝会，常相追随。卢渊为主客令，李安民与张彝都为散令。李安民去世后赠郢州刺史。他没有儿子，寿光侯爵除。其弟李豹子、李安上，李安上官至钜鹿太守。